# Somriure arcaic

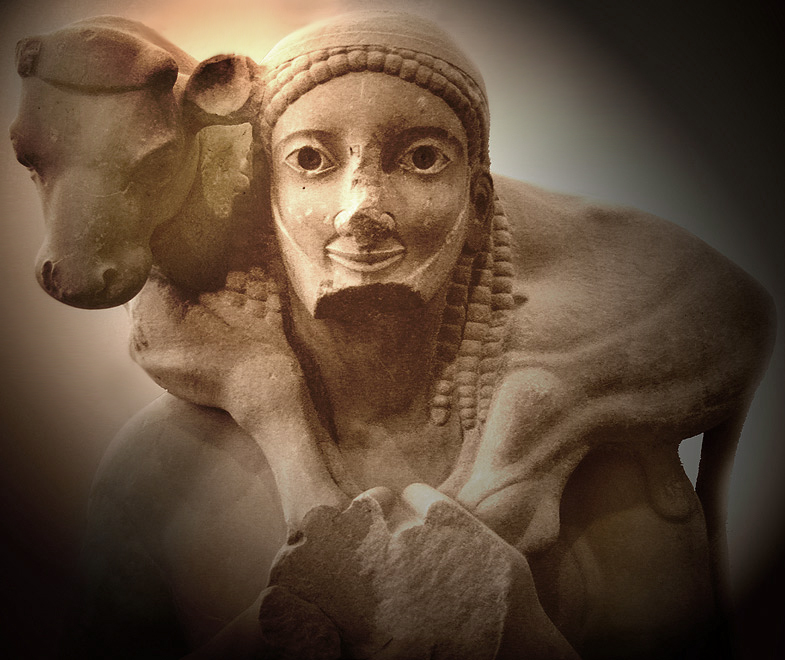
El Moscòfor de l'Acròpolis d'Atenes, esculpit cap a l'any 570 aC.

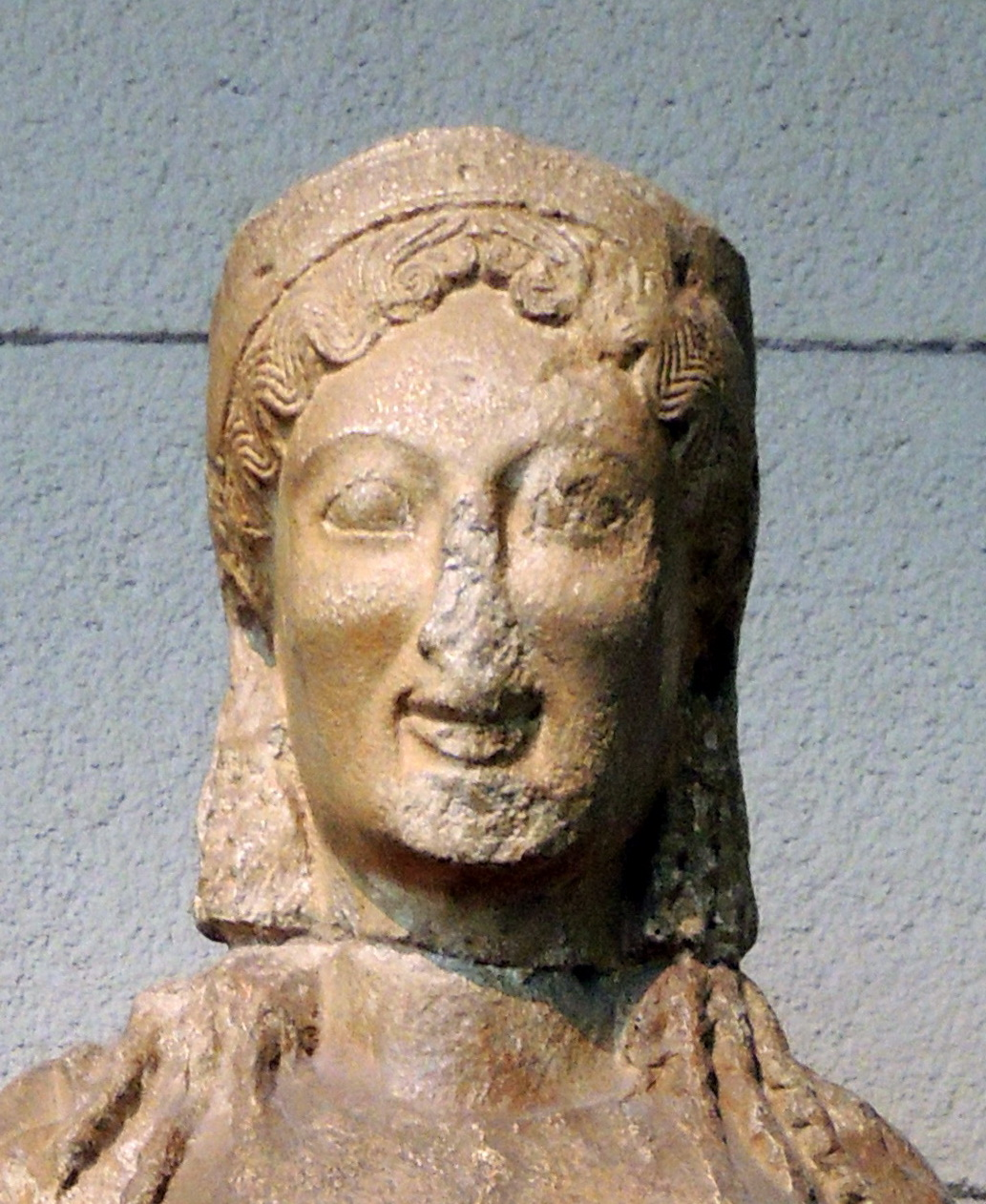
Escultura arcaica al Museu Puixkin, es pensa que pot ser una Medusa.

El somriure arcaic és una característica representativa en l'expressió facial de les escultures de l'època arcaica (grosso modo, entre 600 aC i 480 aC) de l'antiga Grècia, en especial del segon quart del segle vi aC. Possiblement, en un intent de donar vida i expressivitat a les escultures, perquè transmetessin benestar, com es fa per exemple, als budes asiàtics. S'optava per corbar lleugerament els extrems dels llavis cap amunt, generant una mena de somriure tranquil però una mica forçat. Per als habituats al realisme, aquest somriure els sembla poc natural i pla, tot i que, tenint en compte l'evolució i les obres anteriors, per exemple de l'art egipci, es pot considerar un pas endavant vers el realisme.
Un dels exemples més famosos de somriure arcaic és el Kouros de Kroisos. D'altra banda, el somriure arcaic del guerrer moribund al Temple d'Afaia, a Grècia, és interessant pel seu context personal, és a dir, que somriu malgrat estar a punt de morir. És característic de les kórei i dels kouros arcaics.

## Interpretacions
Durant els segles VII aC i VI aC, el somriure arcaic s'esculpia àmpliament, com queda evidenciat en les estàtues trobades a les excavacions per tota Grècia, Àsia Menor i les illes del mar Egeu. El significat d'aquesta convenció, d'aquest somriure, es desconeix, tot i que sovint se suposa que per als grecs devia reflectir l'ideal de salut i benestar. Hi ha hagut d'altres que suggereixen que és simplement el resultat d'una dificultat tècnica.
És un somriure que, a alguns interpretadors moderns, els suggereix un sentiment de felicitat gràcies a la ignorància. Hi ha altres teories segons les quals, per exemple, aquest somriure és semblant als somriures posats i preparats que abunden en les fotos actuals.
Aquest somriure pot recordar, en moltes cultures actuals, el que dibuixen els nens petits, que pot estar simplificat al límit per una U, abans d'aprendre tècniques de dibuix, i el que utilitzen també molts autors de còmics i de dibuixos animats.